# Steffl Department Store Vienna

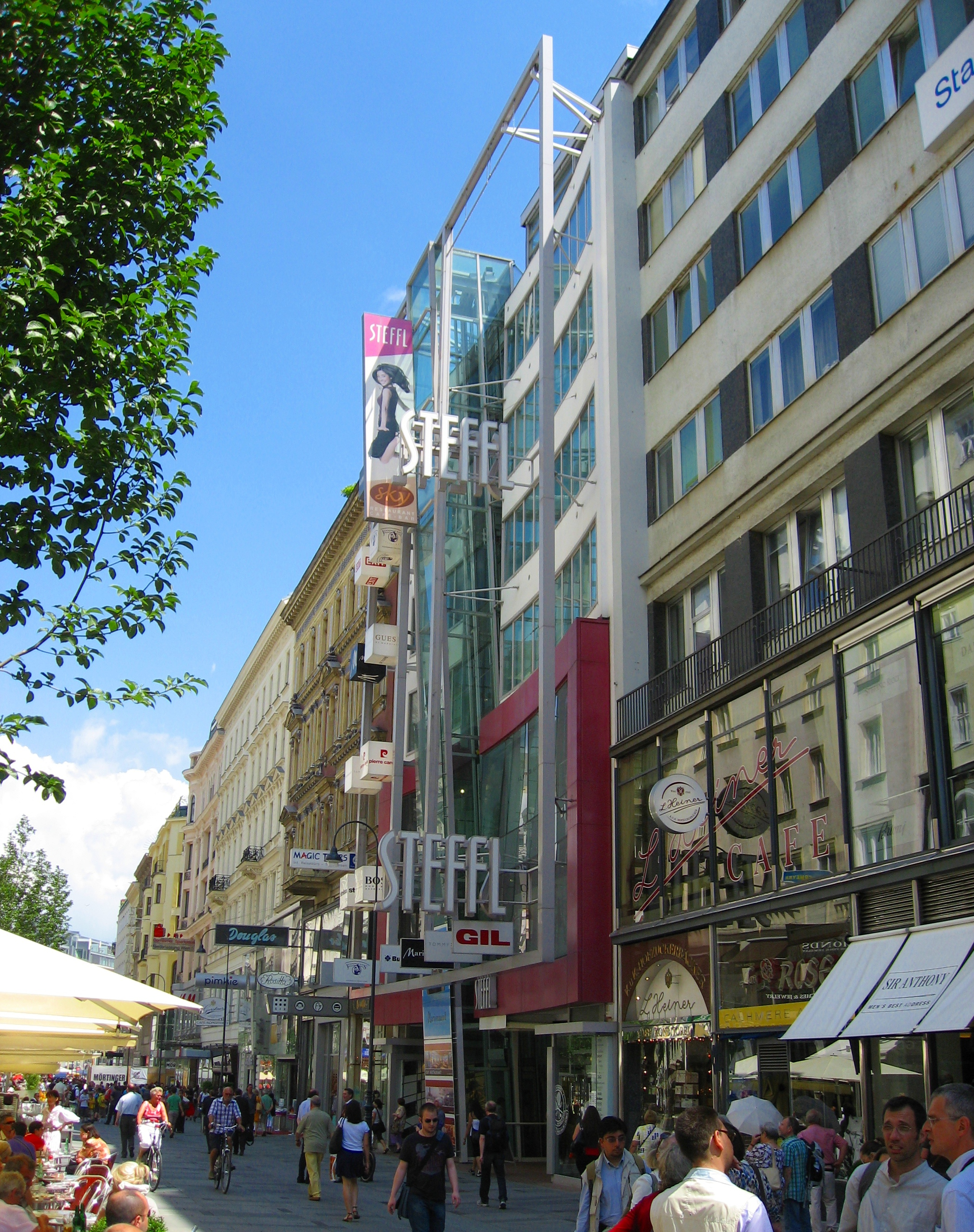
Steffl (Grand magasin)

Le Steffl Department Store Vienna (Abréviation: Steffl) est un grand magasin situé dans le premier arrondissement du centre ville de Vienne, au 19 de la Kärntner Straße. Il tire son nom de la toute proche cathédrale Saint-Étienne, emblème de la ville de Vienne que les Autrichiens appellent Stephansdom. 

## Histoire
Sur le site de Steffl se dressait autrefois le grand magasin M. Neumann, érigé en 1895/1896 d'après les plans d'Otto Wagner. Le bâtiment fut ravagé par les flammes le 11/12 avril 1945 lors de la bataille de Vienne. Le bâtiment dut ensuite être démoli en 1949 à la suite de ces destructions de guerre.
Carl Appel construisit un nouvel immeuble de neuf étages en 1949–50 pour l'entreprise Neumann (étages −1 à +7). C'est cet édifice qui, depuis 1961, abrite le grand magasin Steffl. À cette époque, la Kärntner Straße était encore ouverte à la circulation.
Le 1er mai 1979 un incendie se déclara au deuxième étage, dans l'atelier de confection pour femmes, et s'étendit sur 900 m2 d'espace de vente. Lors des travaux de déblaiement, on constata à nouveau une odeur de brûlé. La police découvrit alors une bombe à retardement. Le lendemain, deux autres foyers d'incendie furent découverts dans des grands magasins attenants. Une organisation du nom de « Premier mai » revendiqua ces attentats qu'elle qualifia de protestation contre le capitalisme.
Ces dernières décennies, les propriétaires du grand magasin se sont succédé. Parmi eux, on compte la coopérative de consommation autrichienne Konsum Österreich, qui a réalisé une action spectaculaire en réduisant la taille de cette grande entreprise pour en faire une PME en 1995.
Une rénovation complète a été entreprise dans les années 1990. En 2007, l'entrepreneur Hans Schmid a fait l'acquisition de l'immeuble et de la société d'exploitation. Depuis, une restructuration et un repositionnement sont en cours. Ils sont déjà terminés à plusieurs étages.
Le magasin s'étend sur près de 13000 m2 et accueille quotidiennement jusqu'à 30 000 visiteurs. L'étage supérieur est un espace consacré à la restauration occupé par le Sky-Bar. Le bâtiment abrite aussi le seul Planet Tax Free-Office du centre ville de Vienne (remboursement de la TVA pour les clients qui ne sont pas ressortissants de l'Union Européenne).

## Culture
Dans la Kleines Kayserhaus (petite maison impériale), qui se trouvait jusqu'au milieu du XIXe siècle sur une partie du terrain (dans l'impasse Rauhensteingasse 8, soit à l'arrière de l'édifice actuel), Wolfgang Amadeus Mozart composa dans la dernière année de sa vie La flûte enchantée et le Requiem. Une plaque commémorative rappelle que c'est à cet endroit que Mozart a trouvé la mort le 5 décembre 1791.